# Viffort

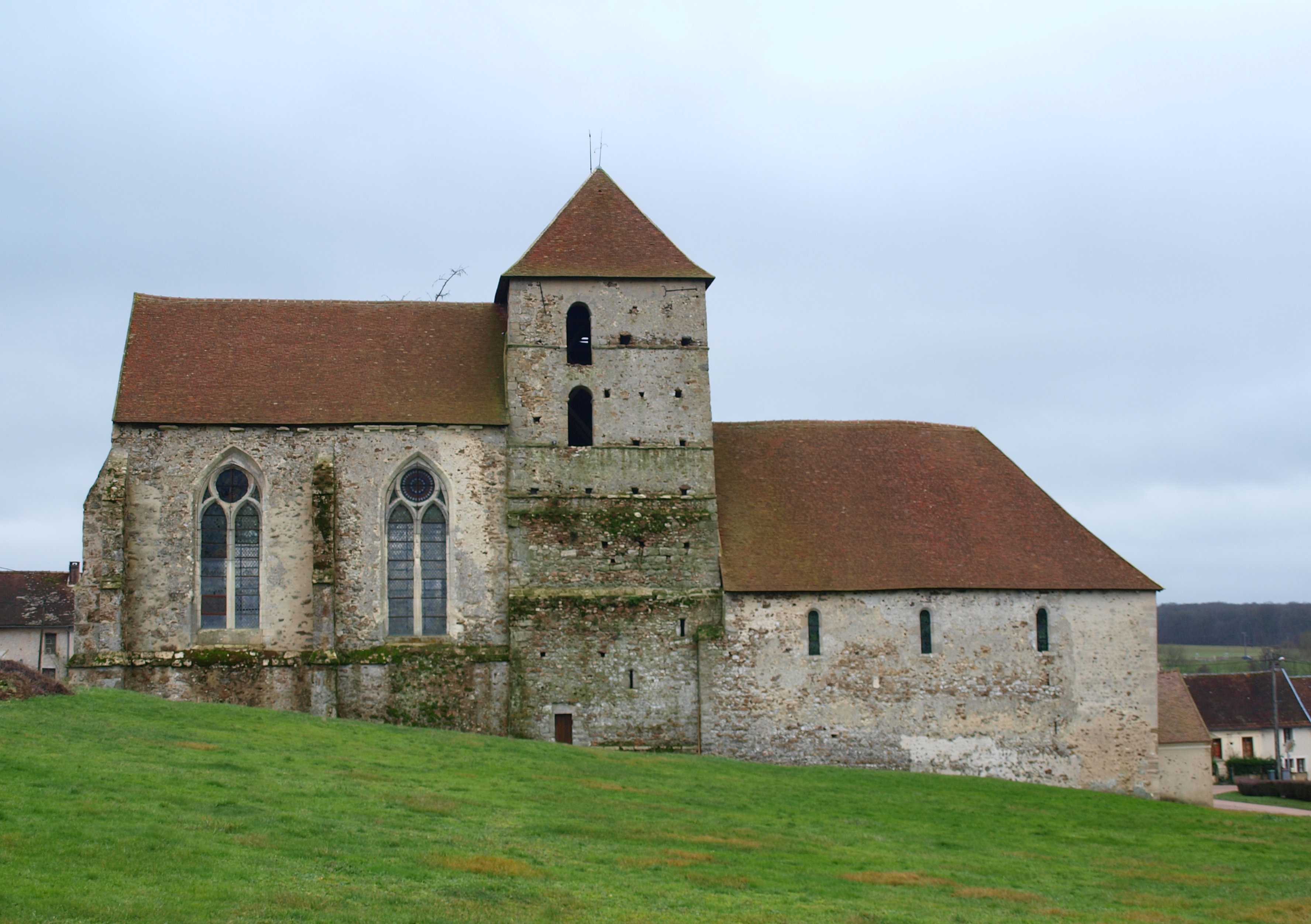
Středověký kostel ve Viffortu

Viffort [vifór] je francouzská obec v departementu Aisne v regionu Hauts-de-France. V roce 2015 zde žilo 325 obyvatel.

## Poloha obce
Sousední obce jsou: Dhuys et Morin-en-Brie, Montfaucon, Montlevon, Nesles-la-Montagne a Rozoy-Bellevalle.

## Vývoj počtu obyvatel
Počet obyvatel